# Yoshito Matsushita
Yoshito Matsushita (松下 泰士 Matsushita Yoshito?), född 29 oktober 1989 i Wakayama prefektur, är en japansk fotbollsspelare.
Matsushita började sin karriär 2008 i Albirex Niigata Singapore. Efter Albirex Niigata Singapore spelade han för Arterivo Wakayama, Grulla Morioka och ReinMeer Aomori. Han avslutade karriären 2015.